# Апокриф (литература)
 Объединить
Апо́криф — литературное произведение, созданное на основе другого. В отличие от сиквела, представляет собой новый взгляд на мир, описанный в оригинальном произведении.
Также возможно другое значение: литературное произведение, по легенде приписываемое другому автору.

## Примеры литературных апокрифов
- Марк Твен: «Янки из Коннектикута при дворе короля Артура» — апокриф к серии легенд о рыцарях Круглого Стола
- Чёрная книга Арды Натальи Некрасовой и Натальи Васильевой — апокриф к «Сильмариллиону» Дж. Толкина.
- Книга Кирилла Еськова «Последний кольценосец» — апокриф к «Властелину колец» Дж. Р. Р. Толкина.
- «Розенкранц и Гильденстерн мертвы» Тома Стоппарда — апокриф к «Гамлету».
- Анджей Сапковский: «Золотой полдень» — апокриф к «Алисе в стране чудес» Льюиса Кэрролла